# Estació de Santa Perpètua de Mogoda La Florida
Santa Perpètua de Mogoda La Florida, anteriorment Santa Perpètua de Mogoda, és una estació de ferrocarril propietat d'adif situada al barri de la Florida de Santa Perpètua de Mogoda a la comarca del Vallès Occidental. L'estació es troba a la línia Barcelona-Ripoll per on circulen trens de la línia R3 de Rodalies de Catalunya operat per Renfe Operadora.

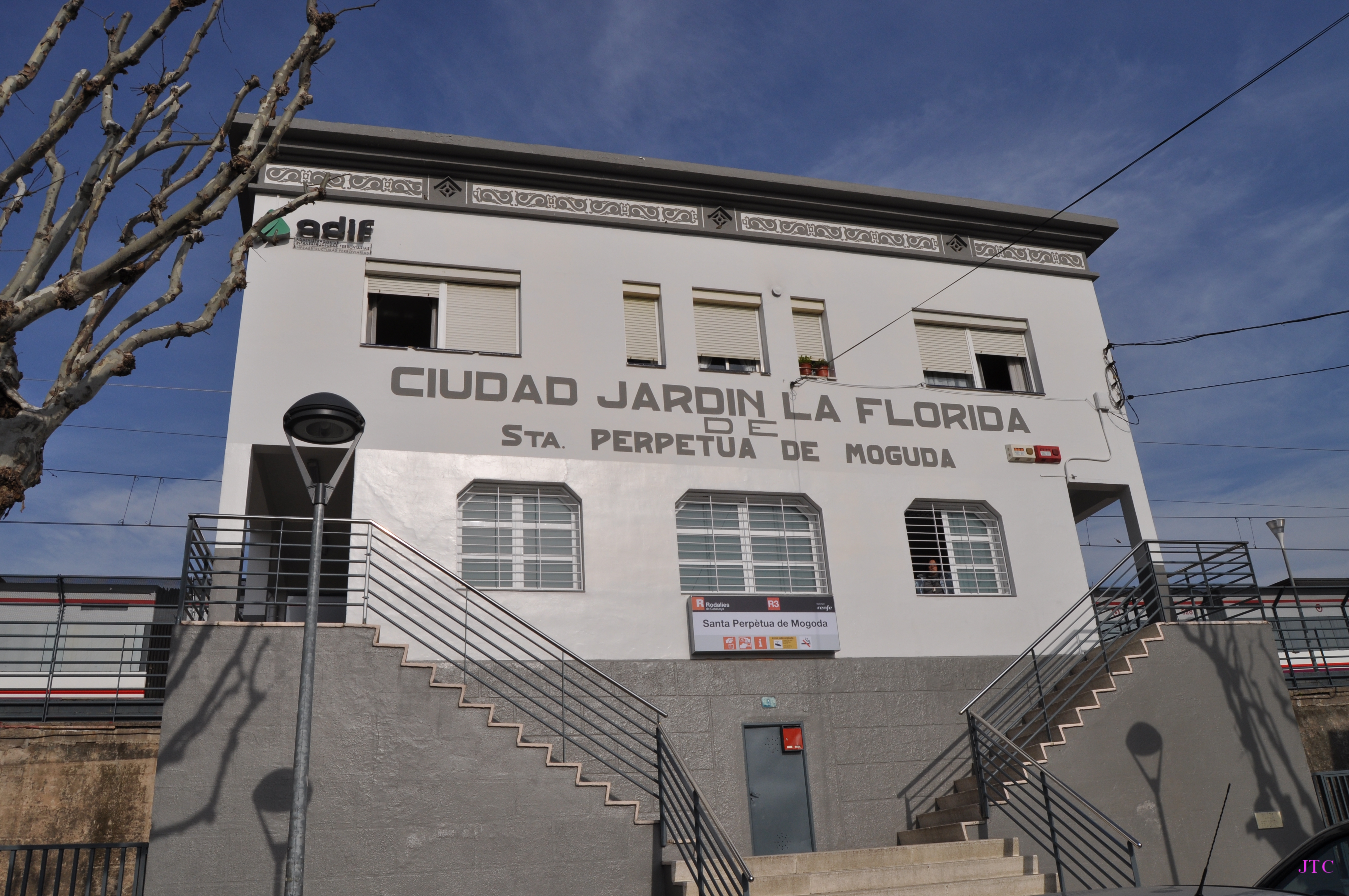
Accés i edifici de l'estació.

Aquesta estació de l'antiga línia de Barcelona a Sant Joan de les Abadesses (actualment el tram Ripoll - Sant Joan és una via verda) va entrar en servei l'any 1886 quan es va obrir un nou ramal per evitar pagar un cànon a MZA per utilitzar la línia de Girona, des de Granollers Centre, per arribar a Barcelona. Aquest nou ramal de Sant Martí de Provençals a Llerona finalment només es va construir fins a Montcada on enllaça amb la línia de Manresa.
L'any 2016 va registrar l'entrada de 147.000 passatgers.
L'any 2021 es va canviar el nom de l'estació, agregant-hi l'afegit La Florida, per tal de distingir-la de la nova estació de la R8, Santa Perpètua de Mogoda-Riera de Caldes.

## Serveis ferroviaris
| Rodalia de Barcelona      |                   |       |                   |                                       |
| Procedència/Destinació    | <                 | Línia | >                 | Procedència/Destinació                |
| L'Hospitalet de Llobregat | Montcada-Ripollet |       | Mollet-Santa Rosa | Granollers-Canovelles La Garriga Vic¹ |

¹ Els regionals cadenciats direcció Ripoll / Ribes de Freser / Puigcerdà / La Tor de Querol no efectuen parada en aquesta estació.